# Silurus glanis
O siluro (Silurus glanis), frequentemente confundido com o peixe-gato (cujo comprimento não ultrapassa 30 cm),  é um grande peixe de água doce originário dos grandes rios da Europa Central e ocorrendo, como espécie invasora, em outros cursos de água europeus, como os rios Tejo, Ebro (Espanha), Zêzere (Portugal), e Ródano (França).

## Descrição
O Silurus glanis  é o maior peixe de águas interiores da Europa e um das maiores espécies de peixes de água doce, podendo alcançar, em condições favoráveis, até três metros de comprimento e 150 kg de peso. Contudo, não há registo de um espécime dessas dimensões nos últimos 100 anos.
O siluro é um peixe bentónico, ictiófago, dotado de 6 barbilhos (dois longos na parte superior da mandíbula e quatro menores por baixo), que se alimenta sobretudo ao anoitecer. Vários pescadores desportivos relataram, no entanto, ter encontrado no estômago destes peixes outras presas para além de peixes, tais como pequenos mamíferos (ratos) e aves.

## Habitat

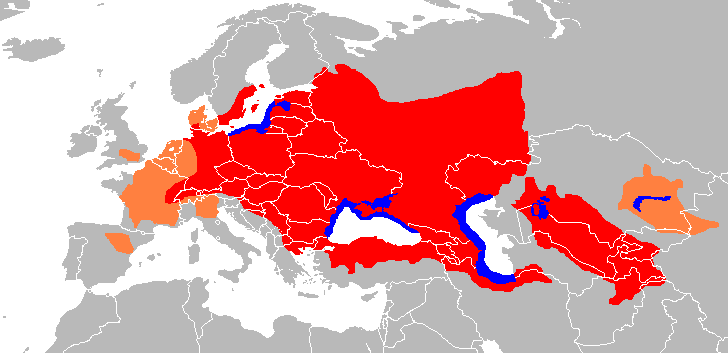
Distribuição presente do Siluro. O habitat natural (vermelho) e as áreas onde foi introduzido (laranja), bem como os avistamentos em zonas marítimas (azul).

O habitat original dos siluros estende-se desde o Elba e do Doubs, no leste de França, até ao leste e sudeste da Europa (com exceção da costa do Mediterrâneo); da bacia do Aral até a  (Turquia) e Afeganistão).
A existência do siluro no Danúbio e no Reno, onde era endémico, está registada na L'Histoire Naturelle de Buffon, editada no século XIX.
O siluro está também presente no Mar Cáspio e em zonas de águas salobras do Báltico e do Mar Negro.
Registos fósseis, no entanto, indicam que, anteriormente, a espécie viveu também a norte do Reno e dos seus afluentes, chegando até ao Mar do Norte.

## Introdução como espécie invasora
A introdução do siluro em Espanha foi da responsabilidade do biólogo alemão Roland Lorkowsky em 1974, que introduziu no Ebro 32 juvenis procedentes do Danúbio, como o próprio admitiu em entrevista a Zeb Hogan.
Segundo a literatura mais recente,  parece improvável que o S. glanis  exerça pressão trófica sobre peixes nativos, exceto quando outros impactos humanos já estiverem ocorrendo.

### Em Portugal
Em Portugal, desconhece-se o processo de introdução do peixe.
Até 2012, foram avistados siluros nos rios Tejo, Pônsul, Ocreza, Guadiana e Zêzere.
Em 2014 já apareceu no Baixo Mondego (Barragem da Aguieira), e em várias albufeiras do Ribatejo (Rio Sorraia) e do Alentejo (Barragem de Maranhão).
Em maio de 2025, um siluro com 2,33 metros e 102 quilos foi pescado no rio Pônsul.

## Significado cultural e uso Alimentar
Devido ao seu tamanho e forma peculiar o Silurus glanis é um peixe comestível bastante popular na Europa Central e Oriental. A sua carne e gordura eram utilizadas para fins de cura em alguns locais do mundo. No século quatro, foi descrito pelo poeta Decimus Magnus Ausónio como nostrae mitis Balaena Mosellae ( "baleia gentil do nosso Mosel " ).
A importância económica do peixe-gato é diferente em varias regiões do seu habitat. No leste da Europa é pescado comercialmente e cada vez mais criado em aquicultura. A sua carne é branca, de sabor suave, poucas espinhas e tem um teor de gordura de seis a oito por cento. É comercializado fresco, secos , fumado ou salgado. No Mar Cáspio os ovos são utilizado como caviar.